# Kubok Ukraïny 2011-2012
La Kubok Ukraïny 2011-2012 (in ucraino Кубок України) è stata la 21ª edizione del torneo. La competizione è iniziata il 16 luglio 2011. Lo Šachtar ha vinto il trofeo per l'ottava volta.

## Primo turno
Le partite si sono giocate il 16 luglio 2011.
| Squadra 1            | Risultato         | Squadra 2              |
| -------------------- | ----------------- | ---------------------- |
| Bastion Illičivs'k   | a tavolino        | Makiïvvuhillja         |
| Desna Černihiv       | a tavolino        | Nyva Ternopil'         |
| Slovchlib            | a tavolino        | Žytyči                 |
| UkrAhroKom           | 2 – 1             | Avanhard Kramators'k   |
| Berehvidejk          | 1 – 0             | Krystal Cherson        |
| Real Farm            | 2 – 5             | Stal' Dniprodzeržyns'k |
| Slavutyč             | 1 – 0             | Myr                    |
| Hirnyk-Sport         | 1 – 1 (3 – 5 dtr) | Hirnik Kryvyj Rih      |
| Dynamo Chmel'nyc'kyj | 0 – 1             | Šachtar Sverdlovs'k    |
| SKAD-Jalpur          | 1 – 2             | Skala                  |

## Secondo turno
Le partite si sono giocate il 16 e il 17 agosto 2011.
| Squadra 1                     | Risultato  | Squadra 2           |
| ----------------------------- | ---------- | ------------------- |
| Bukovyna                      | 3 – 2      | Olimpik Donec'k     |
| Tytan                         | per ritiro | Nyva Vinnycja       |
| Zakarpattja                   | 1 – 0      | Helios              |
| UkrAhroKom                    | 0 – 1 dts  | Metalurh Zaporižžja |
| Šachtar Sverdlovs'k           | 4 – 1      | Slavutyč            |
| Slovchlib                     | 1 – 0      | Odessa              |
| Stal' Dniprodzeržyns'k        | 1 – 0      | Makiïvvuhillja      |
| Kremin' Kremenčuk             | 2 – 0      | Hirnik Kryvyj Rih   |
| Skala                         | 0 – 2      | Arsenal Bila Cerkva |
| Energija Nova Kachovka        | 0 – 4      | Mykolaïv            |
| L'viv                         | 1 – 3      | Zirka               |
| Prykarpattja Ivano-Frankivs'k | 1 – 2      | Poltava             |
| Desna Černihiv                | 0 – 2      | Enerhetyk           |
| Stal' Alčevs'k                | 0 – 1      | Sevastopol'         |
| Berehvidejk                   | 1 – 0      | Naftovyk-Ukrnafta   |
| Sumy                          | 3 – 1      | Krymteplycja        |

## Sedicesimi di finale
Le partite si sono giocate il 21 settembre 2011.
| Squadra 1              | Risultato         | Squadra 2    |
| ---------------------- | ----------------- | ------------ |
| Tytan                  | 0 – 1             | Dnipro       |
| Šachtar Sverdlovs'k    | 0 – 2             | Šachtar      |
| Poltava                | 0 – 1             | Karpaty      |
| Berehvidejk            | 0 – 3             | Metalist     |
| Kremin' Kremenčuk      | 2 – 3             | Dinamo Kiev  |
| Stal' Dniprodzeržyns'k | 2 – 1             | Sevastopol'  |
| Bukovyna               | 2 – 1             | Obolon'      |
| Slovchlib              | 0 – 2             | Zorja        |
| Mykolaïv               | 0 – 2             | Vorskla      |
| Arsenal Bila Cerkva    | 2 – 3 dts         | Kryvbas      |
| Enerhetyk              | 0 – 1             | Čornomorec'  |
| Arsenal Kiev           | 5 – 0             | Oleksandrija |
| Sumy                   | 1 – 1 (3 – 2 dtr) | Zirka        |
| Metalurh Donec'k       | 2 – 0             | Tavrija      |
| Volyn'                 | 7 – 1             | Illičivec'   |
| Metalurh Zaporižžja    | 1 – 0             | Zakarpattja  |

## Ottavi di finale
Le partite si sono giocate il 26 ottobre 2011.
| Squadra 1              | Risultato | Squadra 2    |
| ---------------------- | --------- | ------------ |
| Stal' Dniprodzeržyns'k | 0 – 4     | Čornomorec'  |
| Bukovyna               | 0 – 2     | Arsenal Kiev |
| Metalurh Donec'k       | 4 – 0     | Kryvbas      |
| Volyn'                 | 3 – 2 dts | Dnipro       |
| Sumy                   | 1 – 3     | Zorja        |
| Metalurh Zaporižžja    | 3 – 0     | Vorskla      |
| Karpaty                | 1 – 0     | Metalist     |
| Dinamo Kiev            | 2 – 3     | Šachtar      |

## Quarti di finale
Le partite si sono giocate l'11 aprile 2012.
| Squadra 1           | Risultato   | Squadra 2        |
| ------------------- | ----------- | ---------------- |
| Arsenal Kiev        | 0 – 1 (dts) | Volyn'           |
| Zorja               | 0 – 1 (dts) | Metalurh Donec'k |
| Karpaty             | 2 – 1       | Čornomorec'      |
| Metalurh Zaporižžja | 0 – 1       | Šachtar          |

## Semifinali
Le partite si sono giocate il 27 e il 28 aprile 2012.
| Squadra 1        | Risultato         | Squadra 2 |
| ---------------- | ----------------- | --------- |
| Metalurh Donec'k | 0 – 0 (7 – 6 dtr) | Karpaty   |
| Volyn'           | 3 – 4             | Šachtar   |

## Finale
| Arbitro: | Anatolij Abdula |

|              |           |                              |
| Morozjuk 69’ | Marcatori | 23’ Alex Teixeira 104’ Kučer |